# Росалес, Томас (младший)
Томас Росалес младший (англ. Thomas Rosales Jr.; 3 февраля 1948 года, Эль-Пасо, Техас, США) — американский актёр и каскадёр, известный по своим небольшим ролям бандитов и мексиканцев, в основном в фильмах жанра криминал или боевик. Сыграл более чем в 110 фильмах и сериалах, включая такие картины как «Схватка», «Скорость», «Ворон», «Универсальный солдат» и «Бегущий человек».
В качестве каскадера участвовал почти в 200 фильмах, включая такие культовые картины как «Чужие среди нас», «Дракула», «Звездные врата», «Пираты Карибского моря: Проклятье черной жемчужины» и «Старикам здесь не место».

## Карьера
Одной из первых каскадерских работ Томаса Росалеса стал фильм «Битва за планету обезьян» 1973 года. После этого, он появлялся в огромном количестве фильмов, преимущественно в боевиках и фильмах криминального жанра, в качестве каскадера и актера, в основном играя небольшие роли безымянных бандитов или отрицательных персонажей, которые оказывались вскоре убиты.

## Избранная фильмография

### Роли в фильмах
| Год  | Название на русском                    | Оригинальное название         | Роль                           |
| ---- | -------------------------------------- | ----------------------------- | ------------------------------ |
| 1985 | Коммандо                               | Commando                      | защитник особняка Ариуса       |
| 1986 | Без компромиссов                       | Raw Deal                      | Хесус                          |
| 1987 | Бегущий человек                        | The Running Man               | Чико                           |
| 1990 | Хищник 2                               | Predator 2                    | член банды Эль-Скорпио         |
| 1990 | Ордер на смерть                        | Death Warrant                 | панк                           |
| 1990 | Робокоп 2                              | RoboCop 2                     | Чет                            |
| 1992 | Универсальный солдат                   | Universal Soldier             | Вагнер                         |
| 1993 | Некуда бежать                          | Nowhere to Run                | заключённый                    |
| 1993 | Последний киногерой                    | Last Action Hero              | подручный Вивальди             |
| 1994 | Ворон                                  | The Crow                      | Санчес                         |
| 1994 | Скорость                               | Speed                         | Винс                           |
| 1995 | Схватка                                | Heat                          | водитель инкассаторской машины |
| 1996 | Дрожь земли 2: Повторный удар          | Tremors 2: Aftershocks        | рабочий компании «Petromaya»   |
| 1996 | Герой-одиночка                         | Last Man Standing             | телохранитель Рамиреса         |
| 1997 | Воздушная тюрьма                       | Con AIr                       | подручный Синдино              |
| 1997 | Парк Юрского периода 2: Затерянный мир | The Lost World: Jurassic Park | Картер                         |
| 1997 | Секреты Лос-Анжделеса                  | L. A. Confidential            | мексиканец                     |
| 1998 | Убийцы на замену                       | The Replacement Killers       | гангстер                       |
| 1998 | Вампиры                                | Vampires                      | Ортега                         |
| 1998 | Служители закона                       | U.S. Marshals                 | заключённый 727                |
| 2002 | Анализируй это                         | Analyze That                  | Койот                          |
| 2004 | Соучастник                             | Collateral                    | Рамон                          |
| 2005 | Беги без оглядки                       | Running Scared                | Хулио                          |
| 2005 | 5 неизвестных                          | Unknown                       | Понитейл                       |
| 2006 | Спасатель                              | The Guardian                  | член экипажа корабля           |
| 2013 | Тревожный вызов                        | The Call                      | Хосе                           |
| 2014 | Need for Speed: Жажда скорости         | Need for Speed                | Уолет                          |
| 2020 | Гренландия                             | Greenland                     | испанский водитель             |

### Роли в сериалах
| Год       | Название на русском        | Оригинальное название | Роль                         | Примечание                                          |
| --------- | -------------------------- | --------------------- | ---------------------------- | --------------------------------------------------- |
| 1982      | Полицейский отряд          | Police Squad!         | Майк Шульц                   | эпизод: Ring of Fear                                |
| 1993—2001 | Крутой Уокер               | Walker, Texas Ranger  | 7 разных ролей               |                                                     |
| 1993—2018 | Секретные материалы        | The X Files           | Малкольм Уиггинс             | эпизод: Tithonus                                    |
| 1994—2009 | Скорая помощь              | ER                    | старый Энрикес               | 1 эпизод в 8-м и 1 эпизод в 9-м сезоне              |
| 1999—2004 | Ангел                      | Angel                 | Мэнни/заключенный            | эпизод: In the Dark и эпизод: Sense and Sensitivity |
| 2003—н.в. | Морская полиция: Спецотдел | NCIS                  | Педро Эрнандес               | 1 эпизод в 3-м и 1 эпизод в 9-м сезоне              |
| 2005—н.в. | Мыслить как преступник     | Criminal Minds        | Бенхамин Варгас              | эпизод: Unforgettable                               |
| 2006      | Потерянная комната         | Lost Room             | Марко Кордова                | эпизод: The Key and the Clock                       |
| 2008—2014 | Сыны анархии               | Sons of Anarchy       | член банды Калаверас/майянец | эпизод: The Push и эпизод: Potlatch                 |
| 2014—2018 | Скорпион                   | Scorpion              | менеджер/Брайан              | эпизод: Going South и эпизод: Fractured             |
| 2016—2020 | По волчьим законам         | Animal Kingdom        | водитель                     | эпизод: Ambo                                        |
| 2016—2022 | Мир Дикого Запада          | Westworld             | игрок в домино               | эпизод: The Adversary                               |
| 2017—2023 | Снегопад                   | Snowfall              | работник Лусии               | эпизод: Jingle Bell Rock                            |